# Río Tastavins

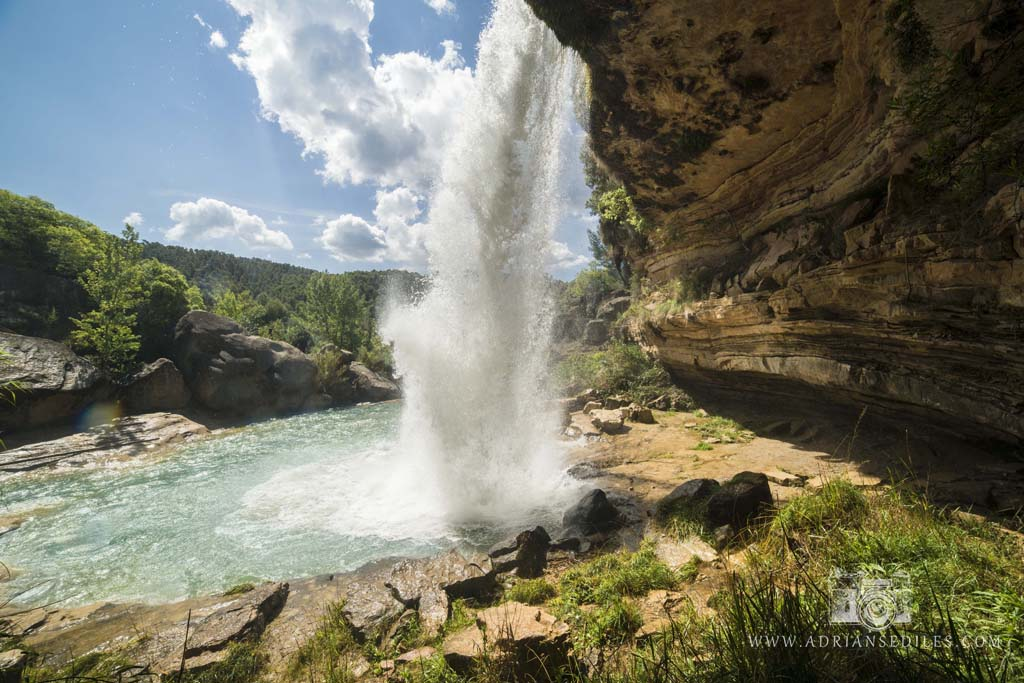
Salto de la Portellada

El río Tastavins es curso de agua de la península ibérica, afluente del Matarraña. 
Nace en Peñarroya en el forcallo del barranco de Escalona y el barranco de la Escresola. Pasa por los términos municipales españoles de Peñarroya de Tastavins, Monroyo, Fuentespalda, Ráfales, La Portellada y Valderrobres, siendo frontera municipal en muchos tramos. 
Sumando esos dos barrancos y el afluente río de los Prados, que desemboca en el Tastavins aguas abajo de Peñarroya, la cuenca alta del Tastavins ocupa parte de la provincia de Castellón, con todo el término de Herbés y parte de los términos de Morella y  Puebla de Benifazán. Por el carácter montañés y torrentoso de este nacimiento, las avenidas del Tastavins son más grandes, violentas e inesperadas que las del río Matarraña.
El río Tastavins atraviesa después zonas con materiales terrígenos del terciario, y hay tramos donde los estratos de conglomerado se han erosionado formando cantos rodados y tormos, lo que ha generado topónimos como El Tormassal. En estratos horizontales de este conglomerado terciario que descansan sobre arcilla, se ha formado en término de La Portellada una cascada llamada El Salto de la Portellada.
Aparte del mencionado río de los Prados no tiene afluentes de importancia; desde Monterroyo (y con aguas que vienen de puntos tan lejanos como el Puerto de Torremiró) baja el río Escorza. Los otros afluentes son barrancos que desaguan en los términos de los pueblos de la cuenca y que fuera de años o meses con lluvias abundantes suelen estar secos.
En su ribera hay huerta con regadíos tradicionales que todavía subsisten pero el agua del Tastavins no está regulada.